# František Janků
František Janků (* 10. června 1943) je bývalý český fotbalový útočník.

## Hráčská kariéra
V československé lize hrál za Spartak ZJŠ Brno (dobový název Zbrojovky), aniž by skóroval. Debutoval v neděli 5. září 1965 v Košicích proti domácí Lokomotívě (nerozhodně 1:1). Naposled nastoupil proti témuž soupeři v sobotu 10. června 1967 v Brně (výhra 1:0). Za Zbrojovku hrál také ve II. lize.

### Prvoligová bilance
| Ročník             | Zápasy | Góly | Minuty | Klub                |
| ------------------ | ------ | ---- | ------ | ------------------- |
| I. liga 1965/66    | 4      | 0    | 360    | TJ Spartak ZJŠ Brno |
| I. liga 1966/67    | 4      | 0    | 360    | TJ Spartak ZJŠ Brno |
| II. liga 1967/68   | –      | 0    | –      | TJ Spartak ZJŠ Brno |
| CELKEM I. ČS. LIGA | 8      | 0    | 720    |                     |